# Gangseo-gu, Busan
Gangseo là một quận nằm ở phía tây sông Nakdong trực thuộc thành phố Busan, Hàn Quốc. Diện tích khu này là 179,05 km², dân số khoảng 60.000 người. Khu Gangseo là khu cực tây của thành phố Busan, tiếp giáp với thành phố Gimhae về phía tây bắc và thành phố Jimhae về phía tây nam.
Gangseo là nơi bắt nguồn của nền văn minh Gaya.
Sân bay quốc tế Gimhae, đền Heungguk, đền Myeongwol, thành đường Eulsukdo đều nằm tại quận này của thành phố Busan.

## Phân cấp hành chính
Gangseo-gu được chia thành 22 dong chính thức. Họ nhóm lại với nhau chỉ từ 7 dong hành chính, như sau:
- Daejeo 1-dong
- Daejeo 2-dong
- Gangdong-dong
- Myeongji-dong
- Garak-dong (4 dong chính thức)
  - Jukrim-dong, Bongnim-dong, Sikman-dong, Jukdong-dong
- Noksan-dong (9 dong chính thức)
  - Songjeong-dong, Hwajeon-dong, Noksan-dong, Saenggok-dong, Gurang-dong, Jisa-dong, Mieum-dong, Sinho-dong
- Cheonga-dong (5 dong chính thức)
  - Dongseon-dong, Seongbuk-dong, Nulcha-dong, Cheonseong-dong, Daehang-dong

## Liên kết
- Trang chủ Gangseo-gu Lưu trữ ngày 23 tháng 9 năm 2015 tại Wayback Machine (tiếng Anh)